# Федорково (Старицкий район)
Федорково — деревня в Старицком районе Тверской области. Входит в состав Ново-Ямского сельского поселения.

## География
Деревня находится в южной части Тверской области, на расстоянии приблизительно 9 км к юго-востоку от города Старица, административного центра района.

### Часовой пояс
Деревня Федорково, как и вся Тверская область, находится в часовой зоне МСК (московское время). Смещение применяемого времени относительно UTC составляет +3:00.

## История
Впервые отмечена на карте 1825 года. В 1859 году в деревне Старицкого уезда насчитывалось 16 дворов, проживало 149 человек.

## Население
| 2008 | 2010 |
| ---- | ---- |
| 6    | ↗7   |

### Национальный состав
Согласно результатам переписи 2002 года, в национальной структуре населения русские составляли 87 % из 8 чел.